# 左鎮 (大字)
左鎮，是臺灣臺南市左鎮區的一個傳統地域名稱，也是全區行政中心所在地，位於該區中部略偏北，並向北北東延伸至邊界。相較於今日行政區，其範圍大致包括左鎮里不含西北端及南部邊界地帶及東部邊界地帶中央偏北一小段、中正里不含西部邊界地帶及東南邊界地帶。
本地區境內主要聚落為左鎮、揀死猴、拔馬，設有左鎮國中、左鎮國小。

## 歷史
台灣日治初期，左鎮地區為一街庄，稱為「左鎮庄」（舊制街庄），隸屬於外新化南里。該庄昔日西邊北段及西北邊與菜藔庄為鄰，東北與九層林庄為鄰，東邊為內庄仔庄，南邊為崗仔林庄，西邊南段及中間一小段分別為山豹庄、石仔崎庄。
1901年（日治明治三十四年）11月11日，全台廢縣廳改設二十廳，該庄隸屬於臺南廳。1904年（明治三十七年）3月31日，該庄編入「北外新化區」，隸屬於臺南廳。1909年（明治四十二年）10月25日，全台合併二十廳為十二廳，北外新化區仍隸屬於臺南廳。1920年（大正九年）10月1日，全台地方制度大改正，廢十二廳改設五州二廳，該庄改制為「左鎮」大字，隸屬於臺南州新化郡左鎮庄（新制街庄）。
戰後左鎮庄改制為左鎮鄉，隸屬於臺南縣，大字亦改制為村。1950年（民國39年）10月25日，雲、嘉、南分治，左鎮鄉仍隸屬於臺南縣。2010年（民國99年）12月25日，臺南縣、市合併為直轄臺南市，左鎮鄉改制為左鎮區，村亦改制為里。

## 聚落
本地區發展較早的聚落為左鎮、南仔埔（已消失）、揀死猴、口社藔（已消失）、拔馬、𦬬萊坑（已消失），在日治初期的官方地圖上已有記載。

## 交通
省道台20線是臺南至德高的幹道，其中部分路段稱為「南橫公路」（目前並未全線通車），經過本地區中部。由該道路西行（大方向）可前往山上區南端、新化區、永康區、北區等地；東行（大方向）可前往玉井區、南化區、高雄市甲仙區、六龜區等地。
區道南168-2線是左鎮至大谷山的道路，其北側端點（起點）位於本地區西部的省道台20線路口，由此向南會經過本地區揀死猴聚落。

## 學校
- 左鎮國中
- 左鎮國小

## 公務機關
- 左鎮區公所
- 臺南市玉井戶政事務所左鎮辦公處
- 臺南市政府警察局新化分局左鎮分駐所